# 雅各布·希克
雅各布·希克（Jacob Schick，1877年9月16日—1937年7月3日）是美国发明家和企业家，被譽為电动剃须刀之父。希克於1898年參軍，1919年以大校身份退役。1927年，希克研發了一種電動剃鬚刀，但這種電動剃鬚刀必須一隻手按住馬達，另一隻手控制剃鬚刀。1931年，希克研發出可單手使用的剃鬚刀。希克在研發電動剃鬚刀的同時還创办了名為Schick Dry Shaver，Inc.的剃鬚刀公司。1935年，希克為了逃稅，将自己大部分财富转移到位於巴哈马的控股公司，同時自己入籍加拿大，成为一名加拿大公民。